# Haan (kip)

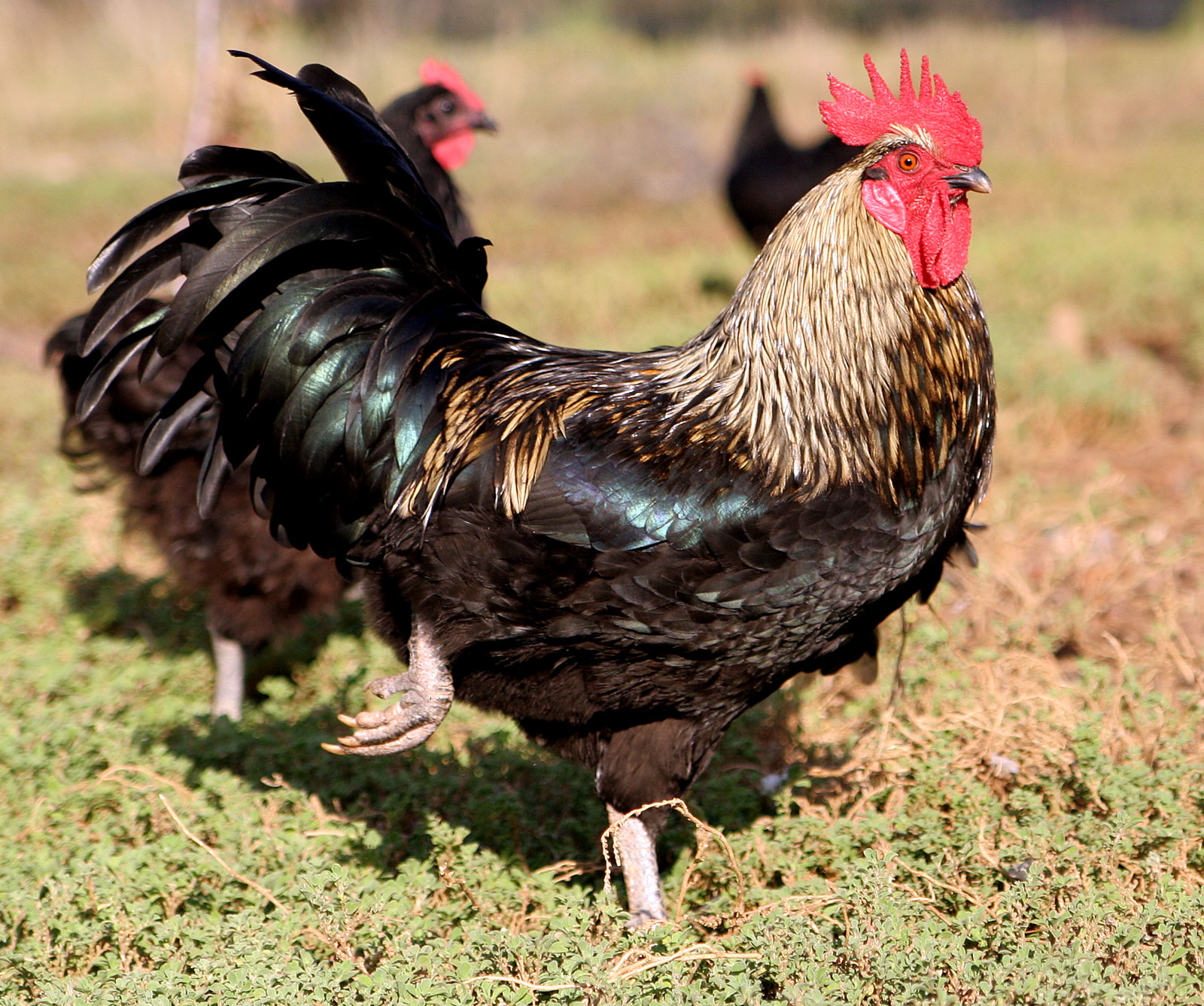
Een haan tussen andere kippen

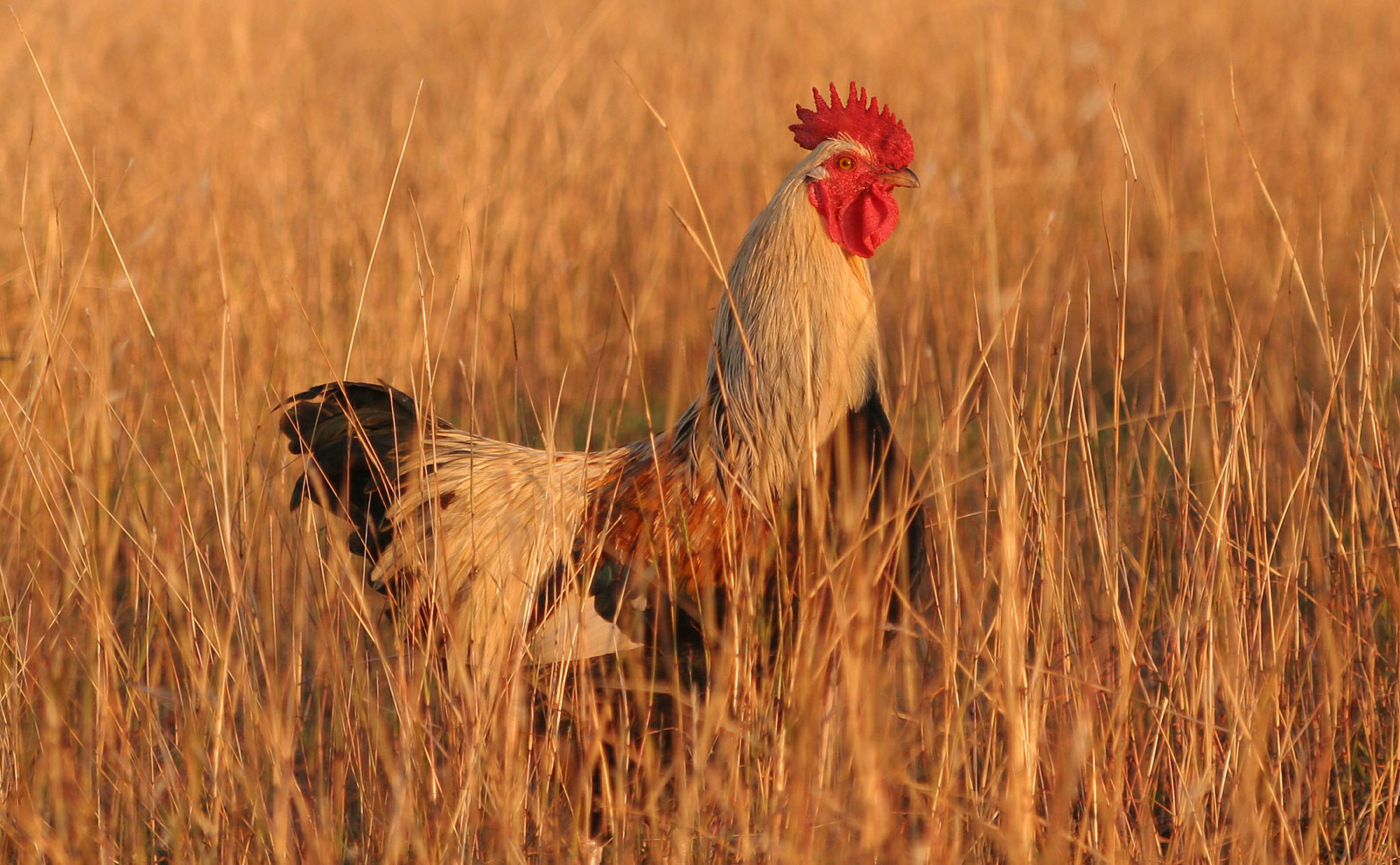
Een haan in het gras

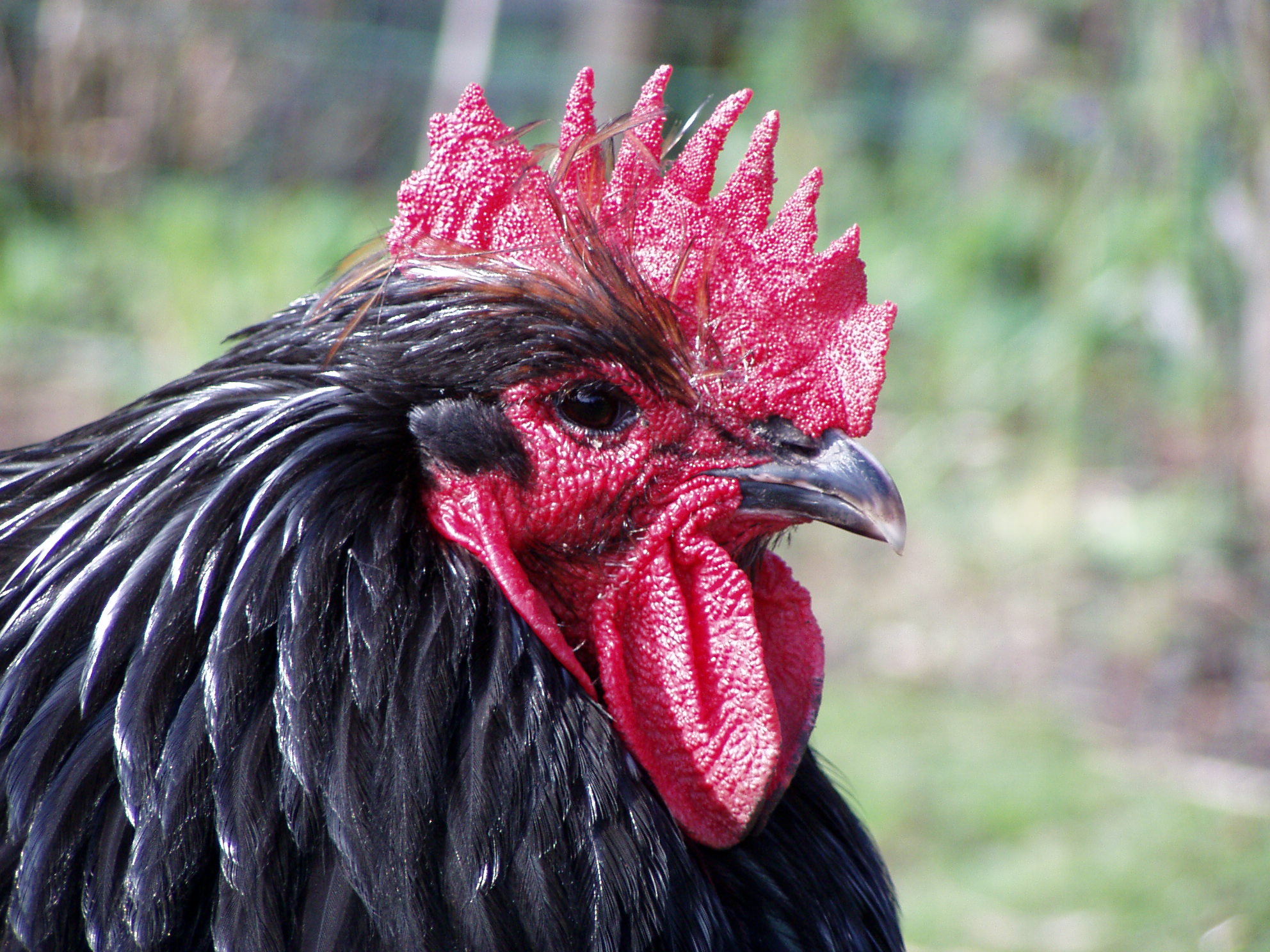
Orpingtonhaan

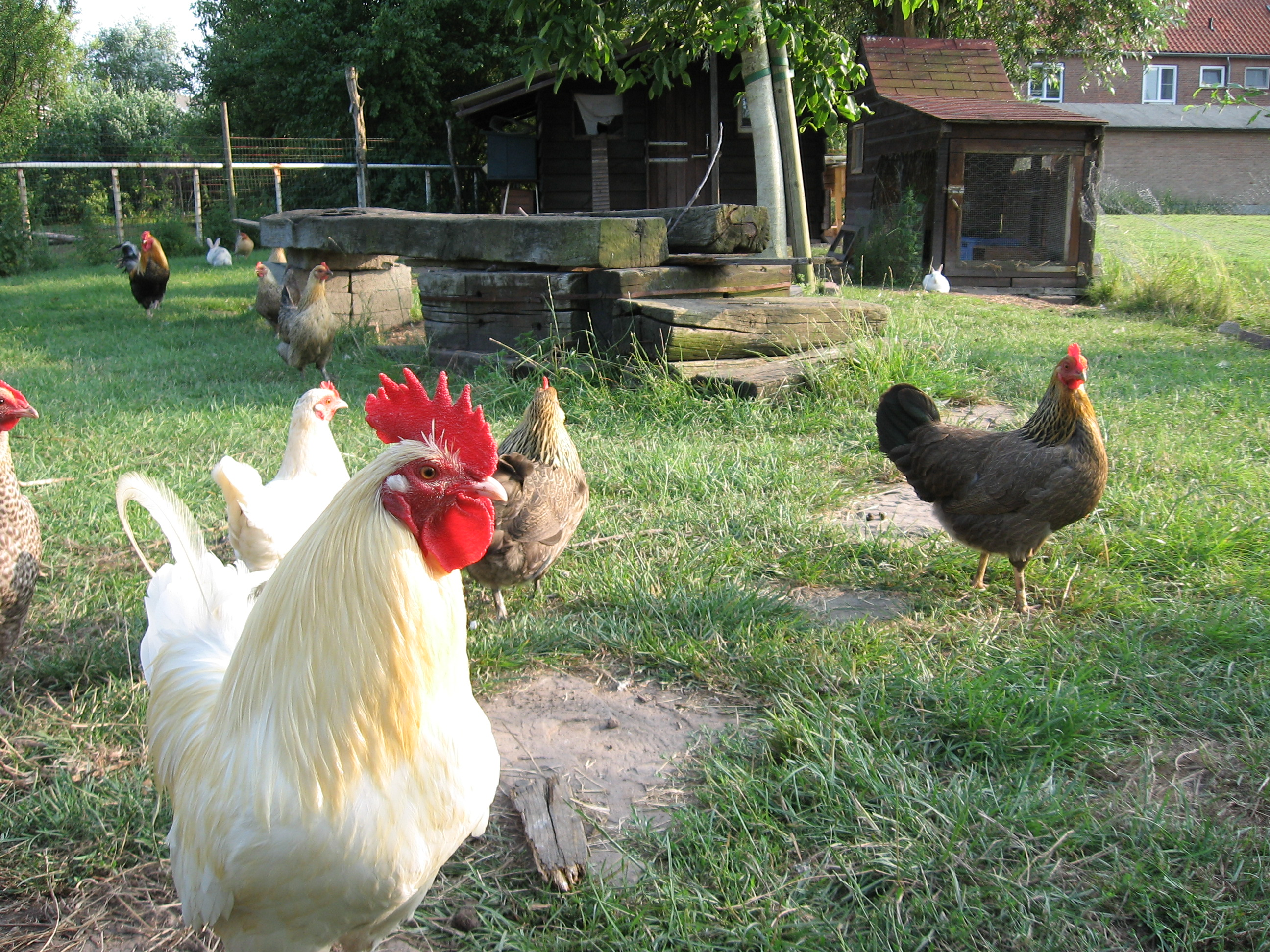
De leider van de andere hanen en hennen

Een haan is een mannelijke kip; het vrouwtje heet een hen en het jong kuiken. Het gedrag en uiterlijk van een haan verschilt wezenlijk van dat van de hen. De term haan wordt ook gebruikt bij andere mannelijke hoendervogels.

## Uiterlijk
De jong-volwassen haan is goed te onderscheiden van de hennen. Dat kan aan de hand van de volgende punten:
- De haan is meestal wat groter dan de hen.
- De hanen hebben vaak andere en mooiere kleuren dan de hen. Wanneer de haan en hen hetzelfde gekleurd zijn, is het verenkleed van de haan vaak toch glanzender.
- De haan heeft lange halssierveren, staartveren (de sikkelveren) en zadelsierveren op de rug.
- De kam, oorlellen en kinlellen van de haan zijn ook groter en feller van kleur dan die van een hen.
- De hanen hebben sporen aan hun poten, niet te verwarren met hun achterteen.

## Gedrag
Hanen hebben een sterke natuurlijke neiging tot territoriumverdediging, hetgeen commercieel wordt geëxploiteerd in hanengevechten. Bij vrijlopende kippen neemt de haan een waakzame rol op zich en waarschuwt voor roofvogels en andere gevaren. In tegenstelling tot hennen, die vluchten of zich stil houden bij gevaar, maakt de haan zich groot en verdedigt de kippen ook tegen veel grotere vijanden. Sommige hanen vallen ook mensen aan. In de fok geldt dat als niet acceptabel en omdat de agressie (deels) erfelijk bepaald is, wordt afgeraden met dergelijke hanen door te fokken. De haan reageert sterk op angstroepen van de kippen en zoekt dergelijke kippen op om te helpen.
Als kippen met elkaar ruziën, springt hij ertussen; daardoor is een groep kippen met een haan doorgaans rustiger dan eentje zonder een haan.
Een haan claimt zijn territorium door te kraaien. De haan begint hiermee als hij volwassen wordt, afhankelijk van de soort met 14-20 weken. Hoeveel een haan kraait is onder meer afhankelijk van het ras. Veel hanen kraaien 's morgens vroeg, ook voordat het licht wordt. Dit wordt bepaald door zijn biologische klok. Ook het hanenkraaien wordt sportief gebruikt bij hanenkraaiwedstrijden, waarbij ofwel het aantal keren of de duur van het kraaien bepalend is.
Als de haan een lekker hapje vindt, zal hij dit in eerste instantie niet opeten, maar met speciale klok-geluiden de hennen roepen. Als die niet komen, eet de haan het hapje alsnog zelf.

## Voortplanting
Een haan die met een hen wil paren, pakt eerst met zijn snavel een pluk veren achterop haar kop, zodat zij niet kan weglopen. Dan duwt hij zijn cloaca tegen de cloaca van de hen aan. De haan drukt dan zijn cloaca iets naar buiten en spuit de zaadcellen in de hen.

## Symboliek

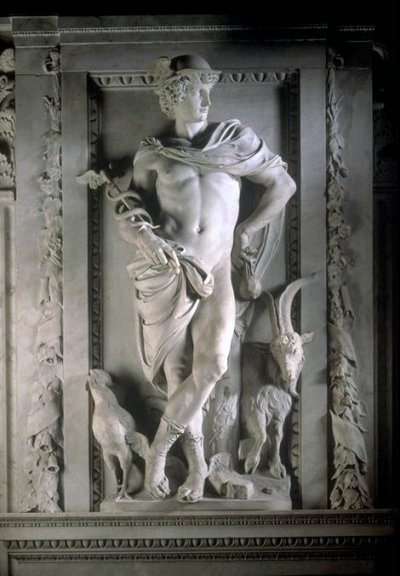
Een beeld van Artus Quellinus van de god Mercurius, met links onderaan een haan

- Hanen zijn een symbool voor vruchtbaarheid en mannelijkheid en worden in literatuur en afbeeldingen dan ook vaak als zodanig gebruikt. Ook wordt traditioneel een windhaan op een toren gezet om de windrichting aan te geven.
- De haan is traditioneel het attribuut van de apostel Petrus als verwijzing naar diens verloochening van Jezus en zijn berouw daarover. In die betekenis staat het dier ook vaak afgebeeld op biechtstoelen.[2]
- De haan kan ook staan voor waakzaamheid.[2]
- De haan wordt gebruikt als attribuut voor de gepersonifieerde wellust.[2]
- De wagen van Mercurius wordt door hanen getrokken.[2]

## Trivia
- Op de Waalse vlag prijkt een haan, tevens de officiële mascotte van Wallonië.
- De haan is de onofficiële mascotte van Frankrijk en Portugal.
- Een gecastreerde haan heet een kapoen.
- Er is een kinderlied; De haan is dood.
- De haan Maurice werd beroemd omdat zijn gekraai in Saint-Pierre-d'Oléron onderwerp was van een rechtszaak rond lawaaihinder.